# Wiroza M ziemniaka
Wiroza M ziemniaka – wirusowa choroba ziemniaka (Solanum tuberosum) wywołana przez wirusa M ziemniaka (Potato virus M, PVM, Potato paracrinkle virus, preferowana nazwa Potato M carlavirus).

## Występowanie i szkodliwość
PVM jest rozpowszechniony na całym świecie, ale w większości krajów jest rzadki. Zmniejszenie plonów waha się od 5% do 15%, chociaż większe straty odnotowano w przypadku niektórych odmian. W niektórych krajach europejskich wiroza M ziemniaka powoduje jednak zmniejszenie plonów nawet o 30%.
Wiroza M ziemniaka jest podobna do liściozwoju ziemniaka. W Polsce rozprzestrzenianie się PVM notuje się mniej niż 30 lat temu. Wiroza M ziemniaka występuje dość sporadycznie. Z ekonomicznego punktu widzenia choroba powoduje zmniejszenie plonu, karłowatość bulw i znaczne osłabienie rośliny, wskutek czego staje się podatna na inne szkodniki, np. na stonkę ziemniaczaną. Jednak większość szczepów atakujących ziemniaki w Polsce jest słaba i powoduje łagodne objawy chorobowe.

## Epidemiologia
Głównym źródłem zakażenia wirusem M są sadzeniaki ziemniaka. Wirus może też być przenoszony z roślin chorych na zdrowe, głównie przez mszyce. Możliwe jest także przenoszenie go wraz sokiem roślin, co następuje podczas prac polowych, gdy następuje mechaniczne uszkodzenie roślin przez maszyny rolnicze. W Polsce najważniejsze gatunki mszyc przenoszących wirusa M ziemniaka to: Aphis nasturtii żerująca na nasturcji, Aphis frangulae żerująca na kruszynie pospolitej, mszyca brzoskwiniowa (Myzus persicae), mszyca trzmielinowo-burakowa (Aphis fabae). Ziemniaki nie są ich właściwymi żywicielami, jednak mszyce te, poszukując odpowiedniej rośliny, dokonują próbnego sondowania ziemniaków. Do zainfekowania wirusem wystarczy Kilka sekund sondowania.

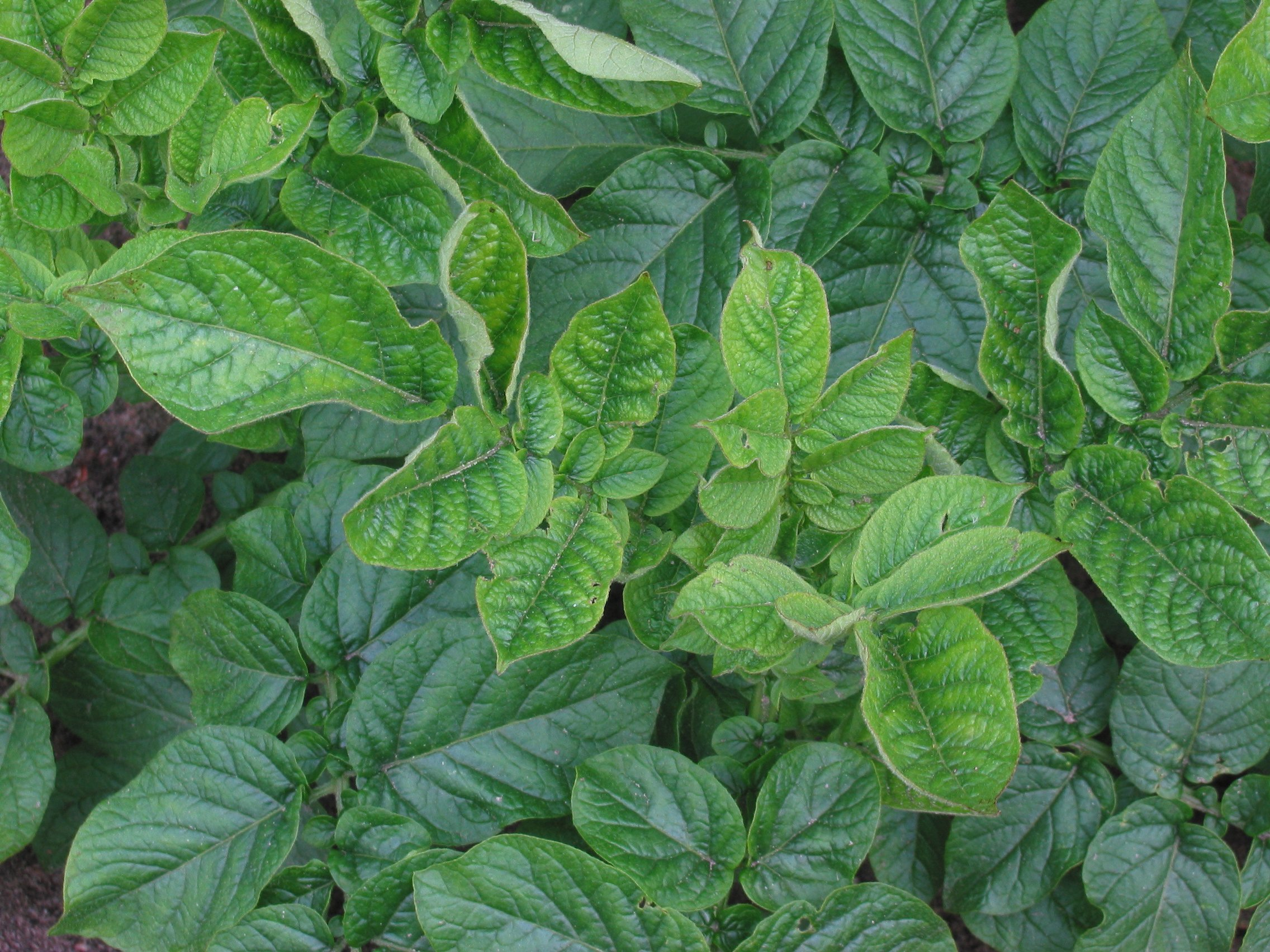

## Objawy
Większość zarejestrowanych w Polsce odmian ziemniaków wykazuje słabe lub umiarkowane objawy po zainfekowaniu wirusem M. Jest to mozaika – powstawanie na liściach nieregularnych plam jasnej i ciemnej zieleni. Nie występuje żółknięcie lub brunatnienie liści. Jaśnieją też żyłki na górnych liściach, co najlepiej widoczne jest pod światło. Górne liście stają się miękkie i zwijają się, ale nie przyjmują łyżeczkowatego kształtu, jak przy liściozwoju ziemniaka. Następuje też zwijanie się liści, podobne jak przy rizoktonozie ziemniaka. Blaszki liściowe marszczą się i kurczą, przy silnym rozwoju choroby może następować zaczerwienienie i obumieranie roślin.

## Zapobieganie
Nie ma skutecznych metod zwalczania wirusów. Ich rozprzestrzenianie się można jedynie ograniczyć poprzez działania zapobiegawcze:
- W środkowych i południowych rejonach Polski zalecana jest uprawa odmian o dużej odporności na wirusy, możliwa w tych rejonach jest także uprawa odmian podatnych, ale wówczas wymagana jest częstsza wymiana sadzeniaków. Przy produkcji sadzeniaków odmiany podatne można uprawiać tylko na północy. Najmniej korzystne warunki występują w południowo-zachodniej części kraju. W tym rejonie, a także w centralnej i południowej część kraju produkcja wysokiej jakości sadzeniaków podatnych odmian wirusowych jest praktycznie niemożliwa[4];
- Najskuteczniejszą metodą jest uprawa ziemniaków w jak największej odległości od innych plantacji tych roślin[4];
- Należy usuwać rośliny zakażone wirusem, wraz z bulwami. Pozostawienie podejrzanej rośliny na polu może doprowadzić do rozprzestrzenienia się wirusa na sąsiednie rośliny. Jest to szczególnie ważne przy produkcji sadzeniaków, gdyż może spowodować ich degradację lub nawet dyskwalifikację[4];
- Zwalczanie mszyc na plantacji jest skuteczne w zwalczaniu liściozwoju ziemniaka, jest jednak znacznie mniej skuteczne w przypadku wirusa M ziemniaka i innych tzw. wirusów nietrwałych (PVY, PVS, PVA)[4].
- Jedyną, ale bardzo skuteczną metodą chemiczną ograniczająca rozprzestrzenianie się wirozy M ziemniaka na plantacjach ziemniaków sadzeniakowych jest cotygodniowe opryskiwanie olejem mineralnym (np. Olemix 84 EC, Sunspray 850 EC w dawce 7 l/ha). Rozpoczyna się je po wzejściu około 80–90% roślin. W produkcji komercyjnej znacznie tańsze jest wymienianie materiału siewnego na zdrowy, kwalifikowany materiał co 2–4 lata[4].
- Aby ograniczyć przemieszczania się wirusa z części nadziemnych do bulw wskazane jest wczesne niszczenie naci. Na plantacjach sadzeniaków stosuje się to powszechnie. W produkcji komercyjnej skuteczność tej metody jest dużo niższa ze względu na znacznie późniejszy termin wykonania. Usuwania naci dokonuje się metodą mechaniczną lub chemiczną[4].